# Legrand's Revenge
Legrand's Revenge è un cortometraggio muto del 1915. Il nome del regista non viene riportato.

## Produzione
Il film fu prodotto dalla Essanay Film Manufacturing Company.

## Distribuzione
Distribuito dalla General Film Company, il film - un cortometraggio in due bobine - uscì nelle sale cinematografiche USA il 17 agosto 1915. È conosciuto anche con il titolo alternativo Le Grand's Revenge (o LeGrand's Revenge) o con il titolo della serie, The Adventures of Dominica #5: Legrand's Revenge.